# Merzario A1
La Merzario A1 è una monoposto di Formula 1, costruita dalla scuderia italiana Merzario per partecipare al campionato mondiale di Formula Uno del 1978 e campionato mondiale di Formula Uno del 1979.

Merzario A1B con alla guida lo stesso Arturo durante il Gran Premio d'Argentina 1979

Per il Gran Premio d'Austria 1978 la Merzario ha presentato una versione aggiornata della vettura chiamata Merzario A1B.